# Schronisko w Dupnicy Drugie
Schronisko w Dupnicy Drugie, Schronisko w Ryczowie V – schronisko w skałach Dupnicy we wsi Ryczów w województwie śląskim, powiecie zawierciańskim, w gminie Ogrodzieniec. Pod względem geograficznym jest to obszar Wyżyny Mirowsko-Olsztyńskiej, będącej częścią Wyżyny Częstochowskiej w obrębie Wyżyny Krakowsko-Częstochowskiej.

## Opis obiektu
Schronisko leży we wschodniej części grupy skał na szczycie Dupnicy. Jego otwór znajduje się w niewielkim zagłębieniu naprzeciwko otworu Tunelu w Dupnicy. Między ich wylotami jest odległość około 20 m. Za otworem schroniska jest niewielka salka. Pod jej stropem znajduje się wlot do krótkiego i ogładzonego kanału zakończonego drugim otworem.
Schronisko jest pozostałością dawnego systemu jaskiniowego, do którego prawdopodobnie należał również Tunel w Dupnicy. Schronisko jest pochodzenia krasowego i powstało w warunkach freatycznych, a później było dalej modelowane w strefie wadycznej. Występuje w nim kilka rodzajów nacieków jaskiniowych: naciek grzybkowy, polewy naciekowe i niewielkie stalaktyty. Wszystkie jednak uległy dużemu zniszczeniu wskutek przemarzania ścian. Namulisko jest piaszczysto-kamieniste, a przy wejściu próchniczne. Na ścianach i stropie rozwijają się glony.
Śmieci świadczą o tym, że schronisko jest odwiedzane przez ludzi. W 1993 r.  jego  plan i opis znalazł się w dokumentacji opracowanej dla Zarządu Zespołu Jurajskich Parków Krajobrazowych woj. katowickiego, a w 2000 r. w dokumentacji wykonanej na zlecenie Ministerstwa Środowiska. W obydwu dokumentacjach ma nazwę Schronisko w Ryczowie V. Plan schroniska opracował A. Polonius.

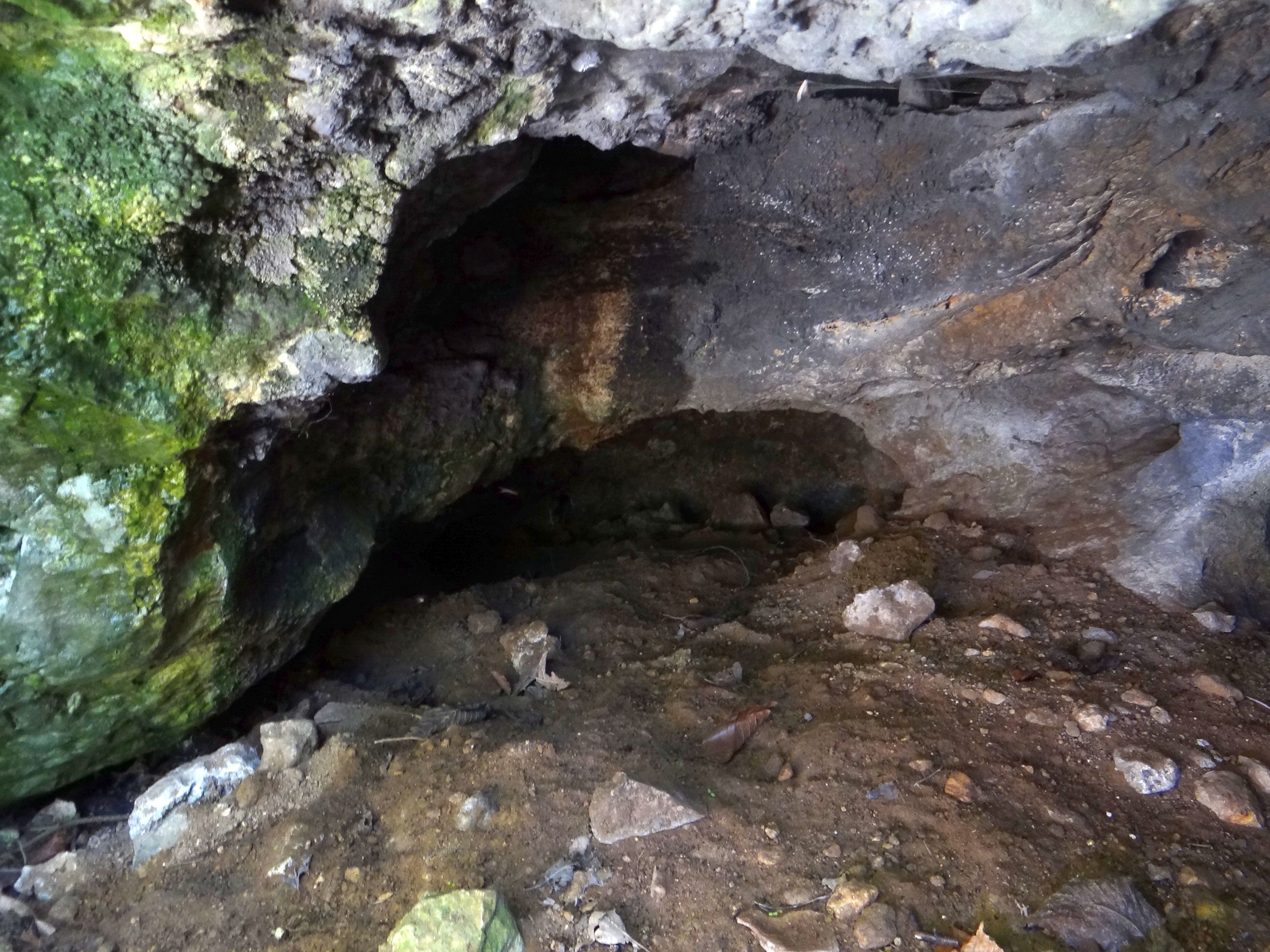
Otwór